# Fronteira Eslováquia–Ucrânia
A fronteira entre a Eslováquia e a Ucrânia separa o extremo leste da Eslováquia do território da Ucrânia. Estende-se por 97 km na direção norte-sul entre duas fronteiras tríplices desses dois países com a Polônia e com a Hungria. Parte da fronteira é definida pelos rios Uj, Laborec e Latorica.
Em 2008 esta fronteira foi cruzada por 2,8 milhões de pessoas e registaram-se mais de 1,5 milhões de objetos em trânsito.
A fronteira dispõe de dois pontos de passagem rodoviários (Uzhhorod - Vyšné Nemecké e Malyi Bereznyi - Ubľa), dois ferroviários (Maťovce - Pavlove e Čierna nad Tisou - Chop), e um para peões e ciclistas (Mali Selmentsi- Veľké Slemence).